# Janehar, Chiknayakanhalli
Janehar là một làng thuộc tehsil Chiknayakanhalli, huyện Tumkur, bang Karnataka, Ấn Độ.